# Milan Grubanov
Milan Grubanov (født 30. april 1978) er en serbisk håndboldspiller, der tidligere har spillet for Viborg HK i Håndboldligaen. Han kom til klubben i 2007 fra ligarivalerne Bjerringbro-Silkeborg. Derudover har han tidligere spillet for Djurgårdens IF i Sverige og PAOK i Grækenland.
Grubanov har spillet adskillige landskampe for det serbiske landshold.

## Eksterne links
- Spillerinfo Arkiveret 15. juni 2007 hos  hos Archive.is